# عزلة ابن احكم (عمران)

تعديل مصدري - تعديل

عزلة ابن احكم هي إحدى عزل مديرية السودة في محافظة عمران اليمنية ويبلغ تعداد سكانها 6332 نسمة حسب التعداد السكاني في اليمن لعام 2004.

## روابط خارجية
- الجهاز المركزي للإحصاء بالجمهورية اليمنية
- المركز الوطني للمعلومات باليمن
- World Gazetteer:Yemen
- الدليل الشامل